# ألفرد فرانسوا دونيه
ألفرد فرانسوا دونيه (بالفرنسية: Alfred François Donné)‏ ـ (نوايون، فرنسا، 13 سبتمبر 1801 ـ باريس، 7 مارس 1878) هو عالم جراثيم وطبيب فرنسي. يُنسب إليه اكتشاف المشعرات المهبلية (سنة 1836) وابيضاض الدم (اللوكيميا).

## حياته
ولد دونيه في نوايون، وهي مدينة صغيرة على بعد 40 ميلًا من باريس، في 13 سبتمبر 1801. وكان والده أدريان دونيه، الذي كان رجل أعمال ناجحًا في مدينته، ووالدته ماري آن جيلي. تلقى دونيه تعليمه الأولي في مدرسة محلية إلى جانب بعض الدروس الخاصة في المنزل، قبل أن ينتقل وهو في العشرين من عمره إلى باريس مع أسرته. أصر والداه على أن يدرس القانون، رغم أنه لم يكن يرغب في العمل به، لكنه نزل على رغبتهم على مضض ودرس القانون ليحصل على شهادة فيه لكنه لم يعمل بهذه الشهادة، بل بدأ دراسة الطب متأخرًا، حيث التحق بكلية باريس في السوربون وهو في الخامسة والعشرين من عمره، ليتخرج سنة 1831، وكانت أطروحة الدكتوراه الخاصة به في مجالي الفحص المجهري والكيمياء.
كان ليون فوكو تلميذًا له، كما كان مساعدًا له في مختبره، وقد ظل دونيه صديقًا لفوكو ومساندًا له حتى توفي فوكو.

## التكريم
حصل دونيه على وسام جوقة الشرف من رتبة ضابط في 16 يونيو 1856.